# كونستانتين فولكوف
كونستانتين فولكوف (بالروسية: Константин Николаевич Волков)‏ هو لاعب هوكي الجليد روسي، ولد في 7 فبراير 1985 في سانت بطرسبرغ في روسيا.

## وصلات خارجية
- كونستانتين فولكوف على موقع دوري الهوكي الوطني (الإنجليزية)
- كونستانتين فولكوف على موقع دوري الهوكي للقارات (الإنجليزية)
- كونستانتين فولكوف على موقع EliteProspects.com (الإنجليزية)
- كونستانتين فولكوف على موقع Eurohockey.com (الإنجليزية)
- كونستانتين فولكوف على موقع HockeyDB.com (الإنجليزية)